# Papa Inocențiu al IX-lea
Papa Inocențiu al IX-lea (n. 20 iulie 1519, Bononia, Statele Papale – d. 30 decembrie 1591, Roma, Statele Papale) a fost un papă al Romei.